# Peristeria (orquídea)
Peristeria é um género botânico pertencente à família das orquídeas (Orchidaceae). Foi proposto por Hooker em Botanical Magazine 58: pl. 3116, em 1831. A espécie tipo é a Peristeria elata Hooker. O nome do gênero vem do grego peristerion, pequeno pombo, em alusão a forma de suas flores que em algo lembram essas aves.

## Distribuição
Peristeria constitui-se em cerca de uma dezena de robustas espécies epífitas ou terrestres, de crescimento cespitoso, que existem da Costa Rica à floresta Amazônica, no Equador, Peru, Colômbia, Guianas e norte do Brasil, bem como uma espécie no sudeste brasileiro. No total seis representantes no Brasil.

## Descrição
Trata-se de gênero em tudo muito próximo a Lycomormium. Deste diferencia-se pela sépala dorsal de suas flores que é totalmente livre na base, e por apresentar com labelo trilobado cujo lobo mediano é mais longo que os laterais. Há ainda certa controvérsia se a inflorescência ereta ou arqueada deveria servir como diferença entre estes gêneros, mas parece ter sido critério abandonado em favor das outras diferenças florais.
As plantas em algo lembram Stanhopea, com grandes pseudobulbos ovais ou um tanto cônicos, carnosos, quando novos com Baínhas de consistência membranácea, com uma ou poucas folhas apicais grandes e vistosas, caducas, pseudopecioladas, plicadas, elíptico-lanceoladas, com nervuras espessas, subcoriáceas. A muito curta inflorescência racemosa, basal, rígida, com até flores de tamanho médio aglomeradas, simultâneas, pode ser ereta ou arqueada, mas mais freqüentemente é pendente.
As flores apresentam sépalas e pétalas iguais, côncavas, arredondadas e carnosas, conferindo um aspecto esférico às flores, as sépalas laterais algo concrescidas na base, as pétalas ligeiramente menores. O labelo distintamente dividido em duas partes, uma parte móvel, chamada epiquílio que é articulada à outra parte fixa e carnosa presa à base ou pé da coluna, chamada hipoquílio. A coluna pode apresentar pequenas asas ou aurículas, é espessa e curta, em regra com prolongamento podiforme, antera terminal biloculada contendo duas polínias cerosas sulcadas, quase diretamente presas ao viscídio.

## Espécies
1. Peristeria cerina Lindl., Edwards's Bot. Reg. 23: t. 1953 (1837).
2. Peristeria cochlearis Garay, Orquideologia 7: 199 (1972).
3. Peristeria elata Hook., Bot. Mag. 58: t. 3116 (1831).
4. Peristeria guttata Knowles & Westc., Fl. Cab. 2: 99 (1838).
5. Peristeria leucoxantha Garay, Arch. Jard. Bot. Rio de Janeiro 13: 46 (1954).
6. Peristeria lindenii Rolfe, Lindenia 7: 83 (1891).
7. Peristeria pendula Hook., Bot. Mag. 63: t. 3479 (1836).
8. Peristeria rossiana Rchb.f., Gard. Chron. 1889(1): 8 (1889).
9. Peristeria selligera Rchb.f., Gard. Chron. 1887(2): 272 (1887).
10. Peristeria serroniana (Barb.Rodr.) Garay, Arch. Jard. Bot. Rio de Janeiro 13: 47 (1954).
11. Peristeria violacea (Josst) Foldats, Acta Bot. Venez. 3: 394 (1968).